# Microphallus abortivus
Microphallus abortivus är en plattmaskart. Microphallus abortivus ingår i släktet Microphallus och familjen Microphallidae. Inga underarter finns listade i Catalogue of Life.